# Matt Bomer
Matt Bomer, właśc. Matthew Staton Bomer (ur. 11 października 1977 w Webster Groves w stanie Missouri) – amerykański aktor i producent filmowy i telewizyjny.

## Życiorys

### Wczesne lata
Urodził się w Webster Groves w stanie Missouri. Jest jednym z trojga dzieci Elizabeth Macy „Sissi” (z domu Staton) i Johna O’Neilla Bomera IV, byłego zawodnika drużyny futbolu amerykańskiego Dallas Cowboys. Dorastał w Spring w Teksasie z bratem Neillem i siostrą Megan.
W 1996 ukończył Klein High School w Spring w stanie Teksas, do której uczęszczał wspólnie z aktorami Lee Pacem i Lynn Collins. Już jako nastolatek wystąpił na scenie Alley Theater w Houston w Teksasie w sztuce Tennessee Williamsa Tramwaj zwany pożądaniem. Po zakończeniu nauki na Carnegie Mellon University w Pittsburghu w stanie Pensylwania z tytułem magistra sztuk pięknych, przeniósł się do Nowego Jorku, gdzie występował na scenie.

### Kariera
Zadebiutował na szklanym ekranie niewielką rolą Iana Kiplinga w operze mydlanej ABC Wszystkie moje dzieci (All My Children, 2000). Później wcielił się w postać Bena Reade w operze mydlanej CBS Guiding Light (2002–2003) oraz Rossa w serialu Fox Television Gorące Hawaje (North Shore, 2004). Swoją pierwszą główną rolę – Luca Johnstona – zagrał w pierwszym sezonie serialu Prawdziwe powołanie (Tru Calling, 2003–2004).
Na duży ekran trafił po raz pierwszy w dreszczowcu Plan lotu (Flightplan, 2005). Startował w castingu do roli Supermana w filmie Superman: Powrót (Superman Returns, 2006), jednak tę postać ostatecznie zagrał Brandon Routh. W 2006 zagrał jedną z głównych ról w slasherze Jonathana Liebesmana Teksańska masakra piłą mechaniczną: Początek (Texas Chainsaw Massacre: The Beginning).

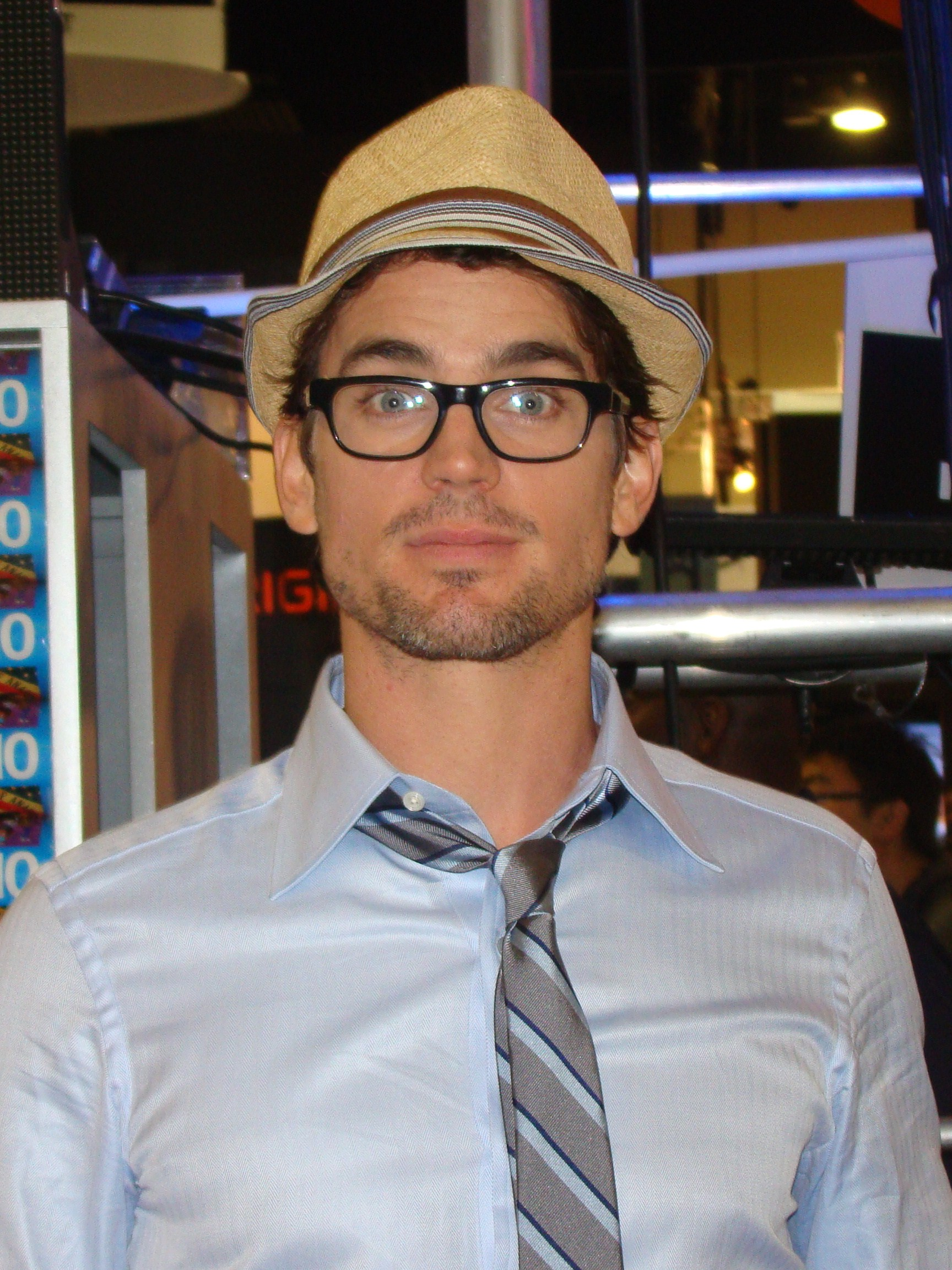
Bomer (2010)

Od 2009 wciela się w postać Neala Caffreya, złodzieja zmuszonego pomagać FBI w najtrudniejszych dochodzeniach, w serialu komediowo-kryminalnym stacji USA Network Białe kołnierzyki. Rola męskiego striptizera Kena w Magic Mike (2012) przyniosła mu nominację do nagrody MTV Movie w kategorii najlepszy muzyczny moment. Gościnnie odegrał postać Coopera Andersona w serialu FOX-u Glee (2012).
Za kreację zakażonego wirusem HIV homoseksualnego pisarza New York Times Felixa Turnera, który rozpoczyna związek z Nedem Weeksem (w tej roli Mark Ruffalo) w telewizyjnym dramacie HBO Odruch serca (The Normal Heart, 2014) otrzymał Złoty Glob, CinEuphoria Award, Critics’ Choice TV Award, Online Film & Television Association i nominację do nagrody Emmy jako najlepszy aktor dugoplanowy.
W 2015 został uhonorowany nagrodą People’s Choice Award dla ulubionego aktora telewizji kablowej.
W 2018 zadebiutował na Broadwayu w roli Donalda w sztuce Marta Crowleya Chórzyści (The Boys in the Band).
Był na okładkach magazynów, takich jak m.in. „TV Guide” (w czerwcu 2012), „The Hollywood Reporter” (w kwietniu 2014), „Details” (w maju 2014), „Entertainment Weekly” (w czerwcu 2015), „Men’s Fitness” (w styczniu 2016), „Out” (w lipcu 2017) i „People” (w listopadzie 2018).

## Życie prywatne
W lutym 2012 zdeklarował się w mediach jako gej. W latach 2001–2004 jego partnerem był Mike White. Od 2008 związany jest z publicystą Simonem Hallsem. W 2011 wzięli ślub. Mają trzech synów (urodzonych przez surogatkę): Kita (ur. 2005) oraz bliźniaków – Walkera i Henry’ego (ur. 2008).

## Filmografia

### Filmy fabularne
- 2003: War Birds: Diary of an Unknown Aviator jako John McGavock Grider
- 2005: Plan lotu (Flightplan) jako Eric
- 2006: Teksańska masakra piłą mechaniczną: Początek (Texas Chainsaw Massacre: The Beginning) jako Eric
- 2011: Wyścig z czasem (In Time) jako Henry Hamilton
- 2012: 8 jako Jeff Zarrillo
- 2012: Magic Mike jako Ken
- 2013: Superman: Wyzwolenie (Superman: Unbound) jako Superman / Clark Kent (głos)
- 2014: Zimowa opowieść (Winter’s Tale) jako młody mężczyzna
- 2014: Stacja Kosmiczna 76 (Space Station 76) jako Ted
- 2014: Odruch serca (The Normal Heart, TV) jako Felix Turner
- 2015: Magic Mike XXL jako Ken
- 2016: Siedmiu wspaniałych jako Matthew Cullen[31]

### Seriale TV
- 2000: Wszystkie moje dzieci (All My Children) jako Ian Kipling
- 2002: Łowcy skarbów (Relic Hunter) jako kierowca agent
- 2002–2003: Guiding Light jako Ben Reade
- 2003–2004: Prawdziwe powołanie (Tru Calling) jako Luc Johnston
- 2004: Gorące Hawaje (North Shore) jako Ross
- 2006: Amy Coyne jako Case
- 2007: Podróżnik (Traveler) jako Jay Burchell
- 2007–2009: Chuck jako Bryce Larkin
- 2009–2014: Białe kołnierzyki (White Collar) jako Neal Caffrey
- 2012: Glee jako Cooper Anderson
- 2013: Rodzinka jak inne (The New Normal) jako Monty
- 2014: American Horror Story: Freak Show jako Andy
- 2015: American Horror Story: Hotel jako Donovan
- 2018: Titans jako Negative Man
- 2018–2020: Will & Grace jako McCoy Whitman
- 2019: Doom Patrol jako Negative Man
- 2020: Grzesznica (The Sinner) jako Jamie Burns